# Eisothistos adcentralis
Eisothistos adcentralis là một loài chân đều trong họ Expanathuridae. Loài này được Knight-Jones & Knight-Jones miêu tả khoa học năm 2002.